# Чистые Ключи (Татарстан)
Чистые Ключи — нежилой посёлок в Кайбицком районе Татарстана. Входит в состав Надеждинского сельского поселения.

## География
Расположен в 16 км северо-западнее Больших Кайбиц. Севернее посёлка протекает река Кубня. Единственная улица посёлка носит название Верхняя.

## История
Основан в первой половине XIX века.

## Демография
- 1989 год — 16 человек
- 1997 год — 11 человек

Национальный состав — в основном русские.
К 2016 году в посёлке жителей нет.